# 北大東港
北大東港（きただいとうこう）は、沖縄県島尻郡北大東村にある地方港湾。沖縄県が管理している。

## 概要
北大東島の港で北岸の北地区、西岸の西地区、南岸の江崎地区の3港区に分かれている。1972年5月15日の沖縄返還の際に北港、西港、江崎港として地方港湾に指定されたが、2000年4月1日に3港を統合して北大東港となった。西地区が主に使用され、北地区、江崎地区は西地区が荒天で使用出来ない場合などに使用される。
1950年代までは島内で採掘されたリン鉱石の積み出し港として使用されており、西地区には鉱石貯蔵庫と軌道の跡が残されている。
各港とも外洋に面しており、急峻な地形により防波堤などの外郭施設が設けられないため、係船ブイを利用して船体を岸壁から離した状態で係留、クレーンにより荷役を行う。旅客も専用のコンテナで乗下船する。
2015年度の発着数は155隻（102,131総トン）、利用客数は1,306人（乗船836人、下船470人）である。

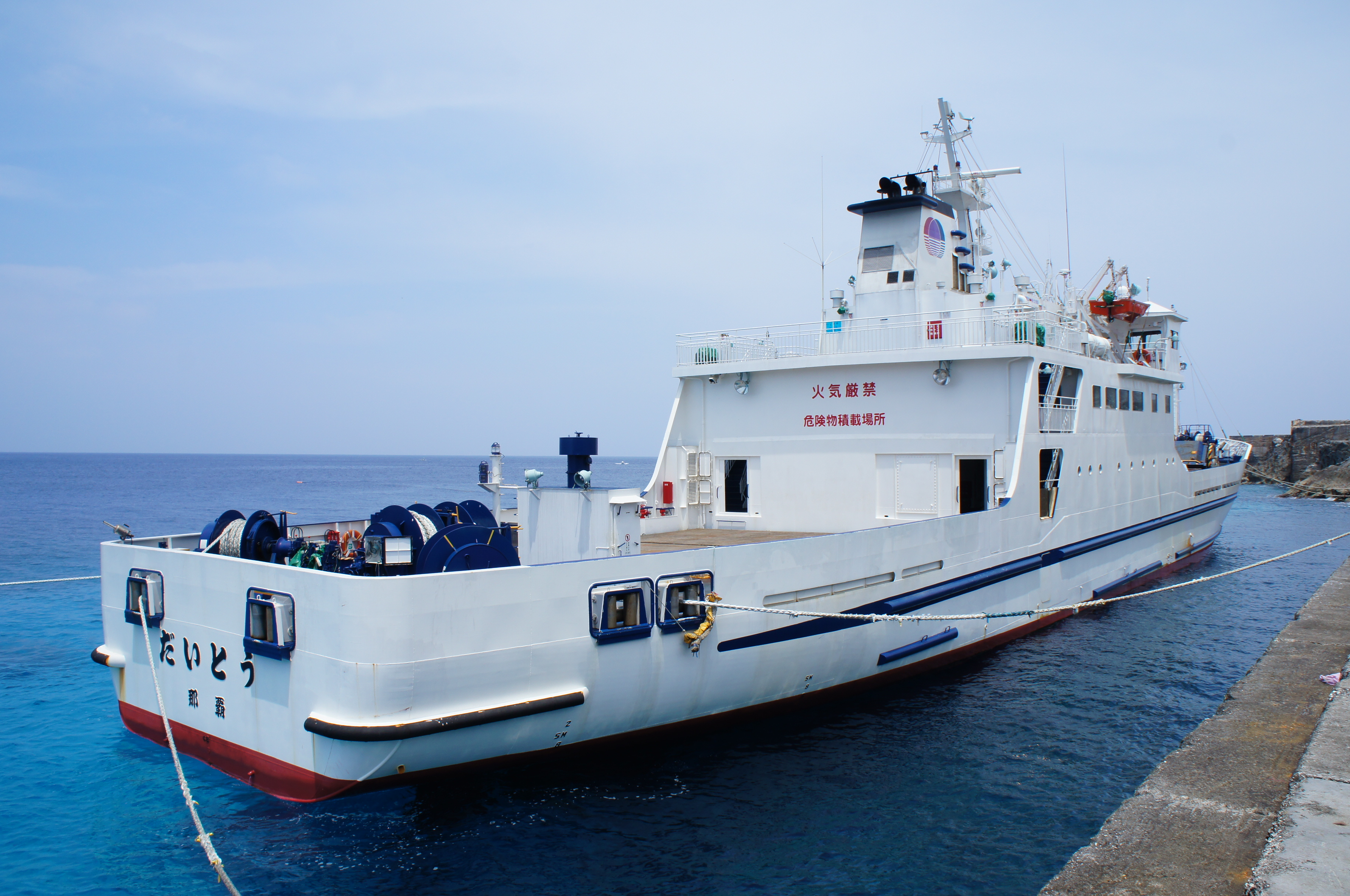
西地区に係留中の「だいとう」

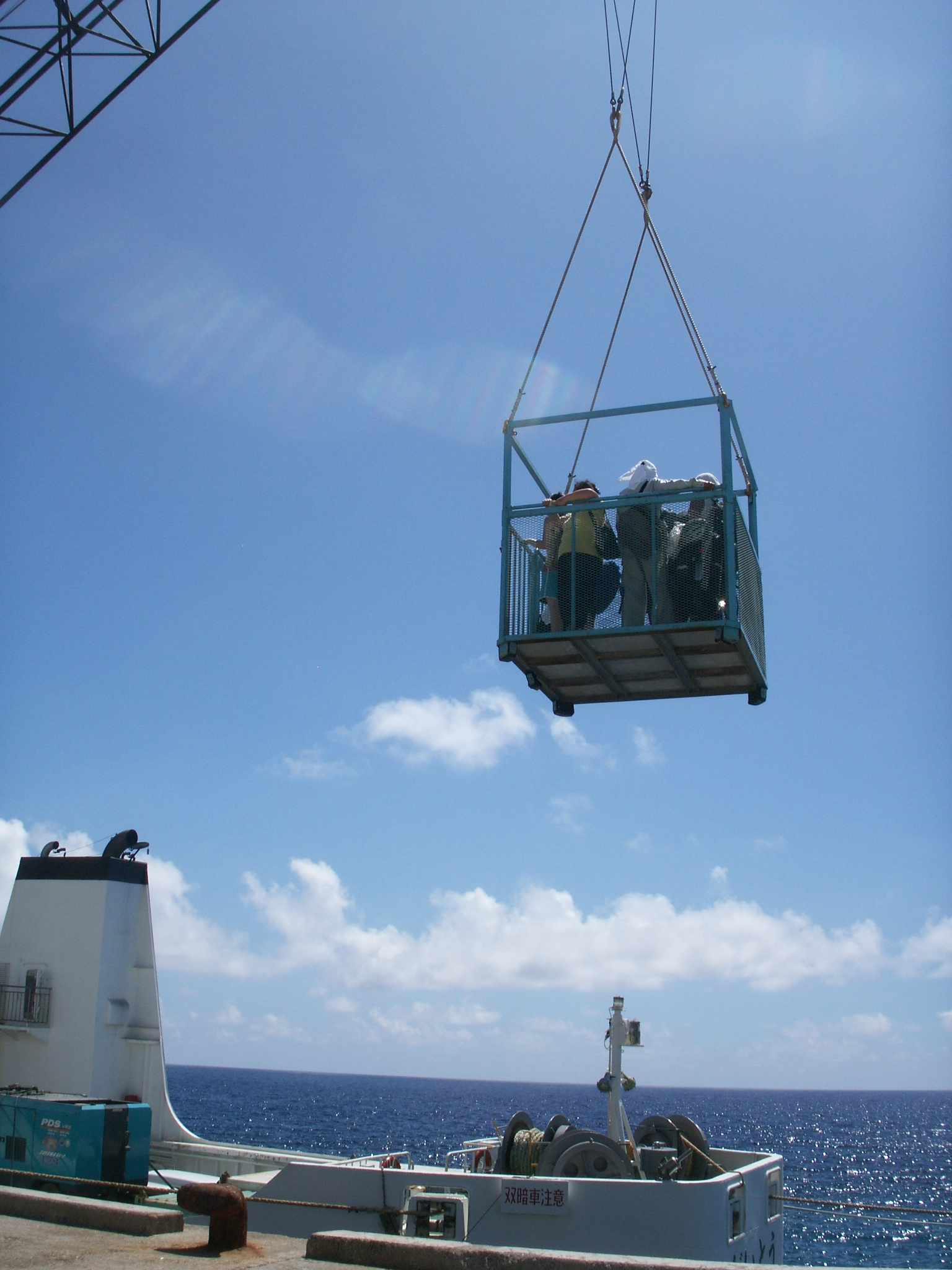
西地区における旅客のコンテナ上陸（旧コンテナ）

## 航路
- 那覇港（泊埠頭・新港埠頭） - 北大東港・南大東港（南大東島）

大東海運の貨客船「だいとう」が年70往復程度運航する。危険物搭載便は新港埠頭発着となる。

## 港湾施設
北地区
- -5.5m岸壁（1バース）
- 係船ブイ

西地区
- -5.5m岸壁（2バース）
- 係船ブイ

江崎地区
- -5.5m岸壁（2バース）
- 係船ブイ